# 21 BORRETT ROAD
21 BORRETT ROAD是位於香港島中半山波老道21號的住宅項目，由長江實業發展，共有5座樓高18至22層的住宅大樓，合共有181個單位。

## 歷史
21 BORRETT ROAD項目所在的地皮，前身為政府公務員宿舍。長江實業在2011年6月以116.5億港元投得，是當時香港史上第二高的地價。
2021年2月，21 BORRETT ROAD頂層天池屋以4.594億港元易手，呎價高達13.6萬港元，打破2017年11月Mount Nicholson呎價13.21萬港元的舊紀錄，成為亞洲最貴分層呎價單位。
2023年2月，長江實業以207.66億港元向新加坡華瑞資本（Sino Suisse Capital）旗下基金LC Vision Capital出售21 BORRETT ROAD餘下152個單位及全部車位。
2023年7月13日，長實公佈買方華瑞資本並無遵照買賣協議條款支付金額10.38億元的第一筆部分付款及其應計利息，因此於7月13日，賣方已根據買賣協議向買方發出終止通知致使買賣協議被即時終止，並沒收買方已支付的金額爲20.76億元訂金，當中涉及152個住宅單位及一籃子車位。

## 單位
標準戶有106伙，實用面積為2,154至2,945平方呎。大廈附有私人獨立電梯大堂，大門門鎖採人面識別系統。而特色單位包括只設6伙，位於各座1或2樓的連前庭戶和僅有3伙的頂層特色戶，後者設私家泳池。

## 設施
大廈設迎賓大堂及上落車區域，兩期住宅以中央大道林蔭分隔。會所命名為Club Borrett，樓高4層。車位方面，第一期提供194個私家車車位和20個電單車位。

## 外部連結
- 官方網頁 （页面存档备份，存于）